# تولاي حاتم أوغولاري
تولاي حاتم أوغولاري (ولدت 1977 م) هي سياسية تركية تشغل منصب الرئيس المشارك لحزب الشعوب للعدالة والديمقراطية، وعضو في الجمعية الوطنية الكبرى لتركيا.

## سيرتها
وُلدت تولاي حاتم أوغولاري أوروتش عام 1977 في سمنداغ هاتاي، لعائلة علوية. درست الاقتصاد في جامعة الأناضول.